# Bodiná
Bodiná é um município da Eslováquia, situado no distrito de Považská Bystrica, na região de Trenčín. Tem 7,47 km² de área e sua população em 2018 foi estimada em 483 habitantes.

## Demografia
| Ano:        | 1994 | 2004   | 2014   | 2024   |
| ----------- | ---- | ------ | ------ | ------ |
| Broj ljudi: | 481  | 486    | 496    | 480    |
| Razlika:    |      | +1,03% | +2,05% | -3,22% |

| Ano:               | 2023 | 2024   |
| ------------------ | ---- | ------ |
| Número de pessoas: | 475  | 480    |
| Diferença:         |      | +1,05% |